# Liste der Monuments historiques in Luzy-Saint-Martin
Die Liste der Monuments historiques in Luzy-Saint-Martin führt die Monuments historiques in der französischen Gemeinde Luzy-Saint-Martin auf.

## Liste der Objekte
| Bezeichnung                                                                         | Beschreibung                          | Standort                       | Kennzeichnung | Schutzstatus | Datum | Bild |
| ----------------------------------------------------------------------------------- | ------------------------------------- | ------------------------------ | ------------- | ------------ | ----- | ---- |
| Epitaph für Hermand Bechet und seine Familie                                        | Marmor, bezeichnet 1757               | in der Kirche St-Martin (Lage) | PM55002031    | Inscrit      | 1994  |      |
| Zwei Gemälde: Mariä Verkündigung und Erscheinung des Engels vor dem heiligen Joseph | Ölfarbe auf Leinwand, 18. Jahrhundert | in der Kirche St-Martin (Lage) | PM55000361    | Classé       | 1913  |      |